# کاربر مقصد
در بحث انتقال اطلاعات، کاربر مقصد، کاربری است که اطلاعات را از کاربر منبع دریافت می‌کند.